# Danh sách mùa bão Đông Bắc Thái Bình Dương

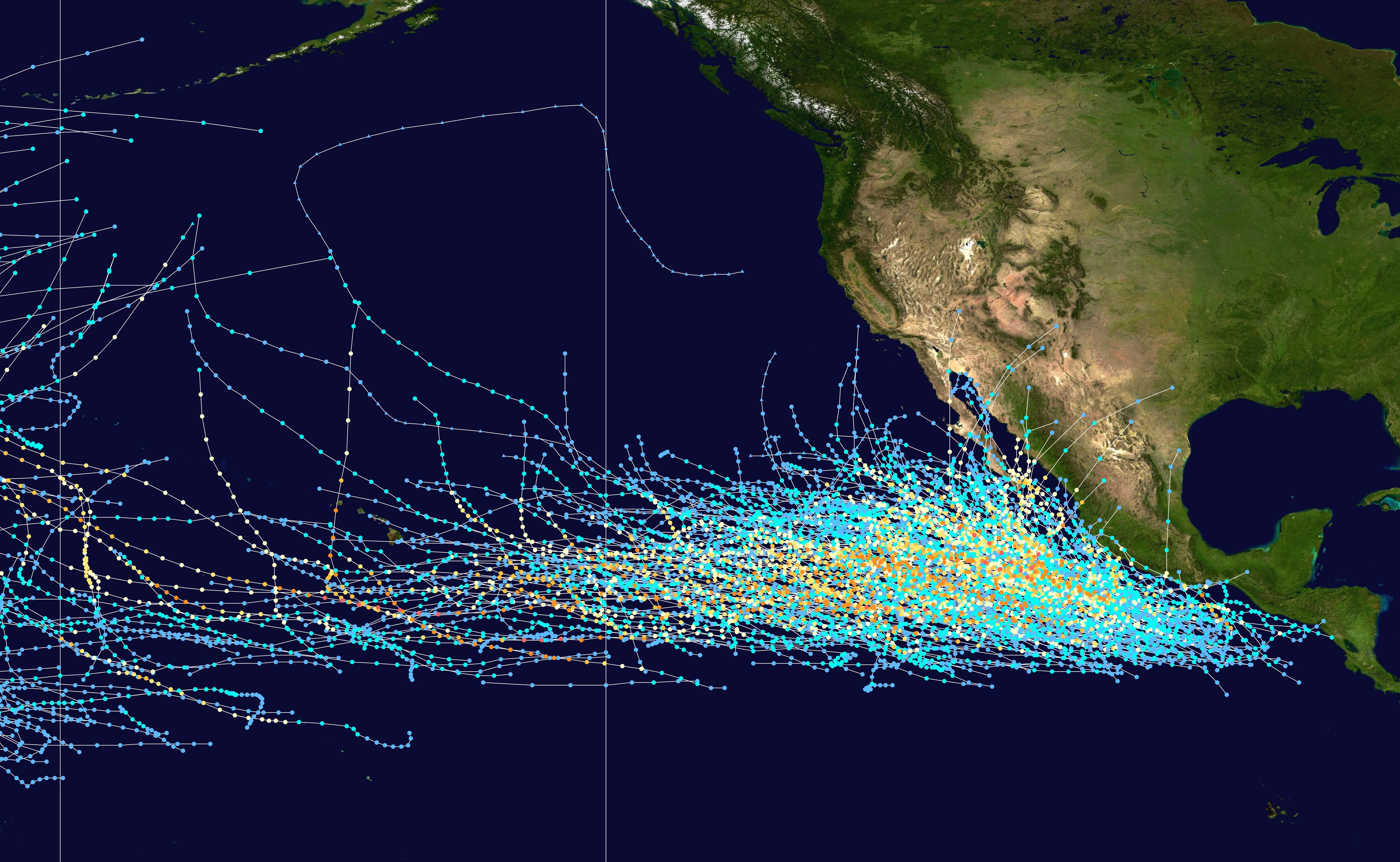
Quỹ đạo của tất cả các xoáy thuận nhiệt đới Đông Thái Bình Dương giai đoạn 1980-2005.

Dưới đây là danh sách các mùa bão Đông Bắc Thái Bình Dương. Các xoáy thuận nhiệt đới hoạt động trên vùng Thái Bình Dương nằm về phía Đông kinh tuyến 180° và phía Bắc xích đạo thuộc về mùa bão Đông Bắc Thái Bình Dương.
| Giai đoạn      | Mùa bão                                                             |
| -------------- | ------------------------------------------------------------------- |
| Trước 1950     | Trước 1900, 1900–09, 1910–19, 1920–29, 1930–39, 1939, 1940–48, 1949 |
| Thập niên 1950 | 1950, 1951, 1952, 1953, 1954, 1955, 1956, 1957, 1958, 1959          |
| Thập niên 1960 | 1960, 1961, 1962, 1963, 1964, 1965, 1966, 1967, 1968, 1969          |
| Thập niên 1970 | 1970, 1971, 1972, 1973, 1974, 1975, 1976, 1977, 1978, 1979          |
| Thập niên 1980 | 1980, 1981, 1982, 1983, 1984, 1985, 1986, 1987, 1988, 1989          |
| Thập niên 1990 | 1990, 1991, 1992, 1993, 1994, 1995, 1996, 1997, 1998, 1999          |
| Thập niên 2000 | 2000, 2001, 2002, 2003, 2004, 2005, 2006, 2007, 2008, 2009          |
| Thập niên 2010 | 2010, 2011, 2012, 2013, 2014, 2015, 2016, 2017, 2018, 2019          |
| Thập niên 2020 | 2020, 2021, 2022, 2023, 2024, 2025, 2026, 2027, 2028, 2029          |